# Tilsiter SC
Der Tilsiter SC war ein deutscher Sportverein aus der gleichnamigen ostpreußischen Stadt, dem heutigen Sowetsk im russischen Oblast Kaliningrad.

## Geschichte
Der Tilsiter SC entstand 1929 durch die Fusion des SC Lituania Tilsit mit dem Verein für Körperübungen Tilsit, der 1911 als Spielabteilung im MTV Tilsit gegründet wurde und sich 1921 im Rahmen der reinlichen Scheidung selbständig gemacht hatte. Ab der Saison 1930/31 spielte der Verein in der Abteilungsliga II Nord des Bezirks Ostpreußen. Mit dem zweiten Platz in der Bezirksliga Nord in der Saison 1932/33 qualifizierte sich der Verein für die Endrunde um die Ostpreußische Meisterschaft 1933, bei der der dritte Platz erreicht wurde und somit knapp die Qualifikation zur Endrunde um die Baltische Meisterschaft verpasst wurde. Dennoch durfte der Tilsiter SC auf Grund der guten Platzierung ab 1933 in der neu geschaffenen Gauliga Ostpreußen spielen, bei der überwiegend hintere Mittelfeldplatzierungen erreicht wurden. 1935 qualifizierte sich der Verein für den Tschammerpokal und schied durch die 3:7-Auswärtsniederlage gegen die Sportvgg. Masovia Lyck in der ersten Schlussrunde aus.
Am Saisonende 1937/38 musste der Tilsiter SC in die zweitklassige Bezirksliga absteigen, da man ab der Saison 1938/39 den Meister in einer aus zehn Mannschaften bestehenden, eingleisigen Spielklasse ermitteln wollte und von den regionalen Bezirken Abstand nahm; ein sechster Platz im Bezirk Gumbinnen reichte daher nicht aus und ein Wiederaufstieg gelang nie wieder.
Aus Tilsit (Stollbecker Straße) kam zuletzt wohl eines der größten deutschen Eishockey Talente Allerzeiten. Hans Götze der als 17 Jähriger Schüler im Frühjahr 1945 bei Stettin-Altdamm gefallen ist. Als Nachwuchsspieler des Tilsiter SC wurde er schon 1941 mit der Ostpreußen Auswahl deutscher Jugendmeister als Schüler(damals "Pimpfe") in Garmisch-Partenkirchen. 1943 und 1944 nahm er im Ostpreußen Team bei den deutschen Jugendmeisterschaften  teil, die man auch 1944 in Prag gewinnen konnte.(Götze war auch Torschütze im Finale). Im selben Jahr wurde er auch deutscher Eishockey Juniorennationalspieler und war der beste Spieler bei abschließenden Einsätzen in den Niederlanden. Seine Eltern überlebten die Flucht und kamen nach Westdeutschland.
Nach dem Ende des Zweiten Weltkrieges wurde das zum Deutschen Reich gehörende Tilsit von der Sowjetunion annektiert. Der Tilsiter SC wurde – wie alle übrigen deutschen Vereine und Einrichtungen – zwangsaufgelöst. 1971 gründete sich in Hannover unter Leitung des Ex-Spielers Fredi Jost eine Traditionsgemeinschaft des Tilsiter Sportclubs, in der unter anderem der ehemalige Vorsitzende Ernst Thomaschky vertreten war.

## Erfolge
- Teilnahme an der Endrunde um die ostpreußische Meisterschaft 1933
- Zugehörigkeit zur Gauliga Ostpreußen 1933/34, 1934/35, 1935/36, 1936/37, 1937/38
- Teilnahme am Tschammerpokal 1935
- Deutscher Frauen-Faustballmeister des DSB: 1927 (VfK Tilsit), 1929